# Verbundene Regionale Schule und Gymnasium „Tisa von der Schulenburg“ Dorf Mecklenburg
Die Verbundene Regionale Schule und Gymnasium „Tisa von der Schulenburg“ Dorf Mecklenburg (kurz auch KGS Dorf Mecklenburg) ist eine Kooperative Gesamtschule in Dorf Mecklenburg. Die Schule besuchen Schüler der Klassenstufen 5 bis 12.

## Geschichte

### Gründung in der DDR
Mit Gründung der DDR entstand zunächst am Standort Dorf Mecklenburg eine Zentralschule. Im weiteren Verlauf entwickelten sich der heutige gymnasiale Schulteil als Berufsschule des „Volkseigenen Gutes“ Groß Stieten und der heutige regionale Schulteil als „Polytechnische Oberschule“, die 1970 den Namen „Karl Liebknecht“ verliehen bekam.

### Nach der politischen Wende
Nach der Wende von 1989 wurde dieser Schulname abgelegt und die Bezeichnung „Realschule mit Hauptschulteil“ eingeführt, die später dann in „Regionalschule“ umgewandelt wurde. Aus der Berufsschule wurde zunächst ein Internatsgymnasium und schließlich das Gymnasium Dorf Mecklenburg. Da die Schülerzahlen kontinuierlich stiegen, wurde der gymnasiale Komplex 1995 um das Haus III und 2000/2001 um das Haus IV erweitert.

### Vereinigung
Auf das Bestreben der beiden bestehenden Schulteile hin wurde im Schuljahr 2006/2007 die „Verbundene Regionale Schule und Gymnasium“ gegründet und feierlich der Name „Tisa von der Schulenburg“ verliehen.

### Aktuelle Entwicklungen
Durch den Bau eines weiteren Gebäudes (Haus 6) mit 5 neuen Unterrichtsräumen und einem großen Saal wurde die Schule erweitert. Seit dem 1. Dezember 2020 besteht die Möglichkeit für Schüler und Lehrer zum Mittagessen in der Mensa in Haus 6.

## Bildungsangebot

### Musik
Eine Besonderheit an der Schule ist es, dass seit 2007 die Möglichkeit besteht, ab Klasse 5 ohne Vorkenntnisse ein Instrument der Bläserklasse im regulären Unterricht, Wahlpflichtunterricht sowie in einer Arbeitsgemeinschaft zu erlernen. Seit 2022 existiert zusätzlich ein Chor an der Schule.

## Gebäude
Die Schule besteht aus 6 Gebäuden, die sich in unmittelbarer Nähe zueinander befinden.
- Haus I (Raum 1–8): Schulleitung, Klassenräume gymnasialer Schulteil (Kl. 7–12)
- Haus II (Raum 9–12): Fachräume Chemie, Biologie, Physik, Kunst
- Haus III (Raum 13–20): Klassenräume der Orientierungsstufe (Klasse 5 + 6)
- Haus IV (Raum 21–28): Foyer, Fachräume Kunst, Informatik, Klassenräume gymnasialer Schulteil (Kl. 7–12)
- Haus V: Fachräume Biologie, Chemie, Physik, Informatik, Klassenräume regionaler Schulteil (Kl. 7–10)
- Haus VI: Saal mit Bühne / Essenssaal, Fachräume Musik, Geographie

## Bekannte Persönlichkeiten

### Lehrer
- Hans Kreher (* 1943), Lehrer 1991–2006

### Schüler
- Matthi Faust (* 1980), Schauspieler